# Giovani Casillas
Giovani Daniel Casillas Chávez (4 de enero de 1994, Guadalajara, Jalisco, México) es un futbolista mexicano que juega como mediocampista en el CF Barracudas de Acapulcol de la liga UPSL.

## Trayectoria

### Club Deportivo Guadalajara
Debutó el 28 de julio del 2011 con Club Deportivo Guadalajara en el World Football Challenge contra Juventus de Turín junto con sus compañeros José Tostado y Carlos Fierro teniendo el dorsal 95.
El 3 de agosto del 2011 en el World Football Challenge contra F. C. Barcelona realiza su primer gol en el primer equipo de Guadalajara entrando de cambio al minuto 69 y metiendo gol al minuto 71.
El 6 de agosto de 2011 hace su debut en la Primera División en la jornada 4 del Apertura 2011 contra Pumas entrando de cambio al minuto 82 por Jesús Sánchez.
Luego de su debut sufre una lesión que lo mantiene fuera del apertura 2011. Regresando de nuevo a trabajos con el equipo el 26 de diciembre. Fue hasta el 18 de febrero de 2012 cuando regresó a jugar unos minutos con su club Chivas de Guadalajara.

### Chivas USA
En diciembre se confirma su préstamo a Chivas USA por 6 meses ya que John Van't Ship ya no requería sus servicios y por el pedido de José Luis Sánchez Técnico de Chivas USA.

### Club Deportivo Guadalajara (Segunda Etapa)
El 10 de junio de 2014, vuelve a las Chivas, tras cumplir su préstamo de 6 meses.

### Chiapas F.C
Después lo presta a Chiapas FC, jugando el Clausura 2015.

### Coras de Tepic
Tras finalizar el torneo, pasa a Coras de Tepic a préstamo.

### Tampico Madero
El 10 de junio de 2016 se anuncia su Préstamo a Tampico Madero, para el Apertura 2016 sin opción a compra.

### Reboceros de La Piedad
A partir del Clausura 2017 juega para el conjunto del bajío que milita en la Liga Premier FMFkkk.

## Selección nacional
Desde que fue capitán de la selección mexicana sub-15, el jalisciense atrajo a los cazatalentos europeos, sin que hasta el momento se concrete su ida, situación que se incrementa después de su buena actuación en con la sub-17 en el triunfo por 3-1 sobre Corea del Norte. Después de haber disputado la Copa Mundial Sub-17 en México, en el cual fue utilizado como revulsivo por parte de Raul Gutiérrez y tuvo una destacada actuación, despertó el interés de varios clubes europeos de distintos países, tales como España, Alemania e Italia. Incluso, en el verano 2009 estuvo a punto de fichar por el Real Madrid, pero finalmente no se concretó su traspaso al club español. 

### Participaciones en Copas del Mundo
| Mundial                     | Sede   | Resultado | Partidos | Goles |
| --------------------------- | ------ | --------- | -------- | ----- |
| Copa Mundial Sub-17 de 2011 | México | Campeón   | 5        | 3     |

## Clubes
| Club                       | País           | Año           |
| -------------------------- | -------------- | ------------- |
| Club Deportivo Guadalajara | México         | 2011-2012     |
| Chivas USA                 | Estados Unidos | 2013-2014     |
| Club Deportivo Guadalajara | México         | 2014          |
| Chiapas Fútbol Club        | México         | 2015          |
| Coras de Tepic             | México         | 2015-2016     |
| Tampico Madero             | México         | 2016          |
| Reboceros de La Piedad     | México         | 2017-2018     |
| Real Zamora                | México         | 2018-2023     |
| Tanquian PJ                | México         | 2023-presente |

## Palmarés
| Título                        | Equipo                    | Sede   | Año  |
| ----------------------------- | ------------------------- | ------ | ---- |
| Copa Mundial de Fútbol Sub-17 | Selección Mexicana Sub-17 | México | 2011 |